# 西鉄バス北九州・北九州高速自動車営業所
西鉄バス北九州・北九州高速自動車営業所は、西鉄バス北九州の自動車営業所の一つで営業所表記は「◯北高」。北九州発着の高速バスを運行する。

## 概要
西鉄高速バス解散に伴い2019年4月1日に設立された営業所である。福岡 - 北九州線は西日本鉄道からの管理委託で運用されている為、車両は西日本鉄道が保有し、西鉄バス北九州の乗務員で運行する。小倉 - 北九州空港線は西鉄バス北九州が直接管理する路線となり、車両・乗務員ともに西鉄バス北九州に所属する。 
かつては1990年代に西鉄本体の営業所として同名の営業所が開設され存在したが、西鉄高速バス発足時に移管・廃止されている。

## 沿革
- 1995年7月3日： 西鉄本体の営業所として、小倉自動車営業所から分離する形で開設。
- 2001年1月21日： 西鉄高速バスへ管理委託し、西鉄本体の営業所としては実質廃止。
- 2019年4月1日： 西鉄高速バス解散に伴い、西鉄バス北九州の営業所として設立。
- 2020年3月14日：ふくふく号を門司自動車営業所へ移管。
- 2022年3月12日：北九州空港エアポートバスを小倉自動車営業所から移管。

## 運行路線
- 西鉄天神高速バスターミナル - 砂津 「なかたに号・ひきの号・いとうづ号」
- 砂津 - 北九州空港「北九州空港エアポートバス」 （2022年3月12日に小倉自動車営業所より路線移管）

## 過去の運行路線
西鉄高速バス北九州支社時代に終了したもの
- 北九州・福岡-宮崎(フェニックス号夜行を一時は北九州高速営業所が担当していた。）
- 北九州-宇部線（サンデン交通単独運行ののち路線廃止になる。）
- 北九州-佐世保線(九十九島号)（西肥自動車と共同運行）
- 北九州-熊本線(ぎんなん号)（九州産交バスと共同運行）九州産交バスの単独運行を経て2018年11月30日で路線廃止。
- 北九州-長崎線(出島号)路線自体は長崎県営バスの単独で運行を継続中。
- 北九州-久留米線(西鉄バス久留米と共同運行。)
- 福岡-高松(さぬきエクスプレス福岡)現在は四国高速バスの単独運行。

西鉄バス北九州に移管後に終了したもの
- 福岡 - 下関 「ふくふく号」 （砂津車庫 - 下関駅間は回送、門司自動車営業所へ移管。）
- 福岡空港国際線 - 博多バスターミナル - 砂津 「博多駅系統」（2023年3月25日のダイヤ改正で廃止）

## 車両
福岡 - 北九州線は西日本鉄道からの管理委託方式で運営されている為車両の所有は西日本鉄道となる。
全車トイレ無しで「新高速色」・「HARMONY」と呼ばれる新塗装の日野・セレガ（ J-BUS）・三菱ふそう・エアロエース・いすゞ・ガーラ（ J-BUS）を配置。かつて日産ディーゼル・スペースランナーRA（西工Ｂ-Ⅰ）が多数配置されていたが、2020年までに他方へ転出された。
小倉 - 北九州空港線は西鉄バス北九州直営で運営されている為車両の所有は西鉄バス北九州となる。